# Pernille Larsen (zwemster)
Pernille Jessing Larsen (6 maart 1992) is een Deense zwemster.

## Carrière
Bij haar internationale debuut, op de Europese kampioenschappen kortebaanzwemmen 2007 in Debrecen, strandde Larsen in de series van de 100 en de 200 meter rugslag. Op de 4x50 meter wisselslag eindigde ze samen met Rikke Møller Pedersen, Jeanette Ottesen en Line Præst Lauridsen op de achtste plaats. Op de Europese kampioenschappen kortebaanzwemmen 2008 in Rijeka eindigde de Deense als achtste op de 200 meter rugslag en werd ze uitgeschakeld in de halve finales van de 100 meter rugslag en in de series van de 50 meter rugslag en de 100 meter vlinderslag.
Tijdens de wereldkampioenschappen zwemmen 2009 in de Italiaanse hoofdstad Rome strandde Larsen in de halve finales van de 100 en de 200 meter rugslag en in de series van de 50 meter rugslag. Samen met Rikke Møller Pedersen, Micha Østergaard en Jeanette Ottesen werd ze uitgeschakeld in de series van de 4x100 meter wisselslag. In Istanboel nam de Deense deel aan de Europese kampioenschappen kortebaanzwemmen 2009, op dit toernooi veroverde ze de bronzen medaille op de 200 meter rugslag en eindigde ze als zesde op de 100 meter rugslag. Op de 4x50 meter wisselslag eindigde ze samen met Rikke Møller Pedersen, Jeanette Ottesen en Micha Østergaard op de vijfde plaats.
Op de Europese kampioenschappen zwemmen 2010 in Boedapest strandde Larsen in de halve finales van de 100 en de 200 meter rugslag en in de series van de 50 meter rugslag. Samen met Rikke Møller Pedersen, Jeanette Ottesen en Louise Jansen eindigde ze als vierde op de 4x100 meter wisselslag. Tijdens de Europese kampioenschappen kortebaanzwemmen 2010 in Eindhoven eindigde de Deense als zevende op de 200 meter rugslag, daarnaast werd ze uitgeschakeld in de halve finales van de 100 meter rugslag en in de series van de 50 meter rugslag. In Dubai nam Larsen deel aan de wereldkampioenschappen kortebaanzwemmen 2010, op dit toernooi strandde ze in de series van de 50, 100 en de 200 meter rugslag.

## Internationale toernooien
| Jaar | Olympische Spelen | WK langebaan                                                            | WK kortebaan                                      | EK langebaan                                                           | EK kortebaan                                                          |
| ---- | ----------------- | ----------------------------------------------------------------------- | ------------------------------------------------- | ---------------------------------------------------------------------- | --------------------------------------------------------------------- |
| 2007 |                   | geen deelname                                                           |                                                   |                                                                        | 22e 100m rugslag 13e 200m rugslag 8e 4x50m wisselslag                 |
| 2008 | geen deelname     |                                                                         | geen deelname                                     | geen deelname                                                          | 19e 50m rugslag 12e 100m rugslag 8e 200m rugslag 36e 100m vlinderslag |
| 2009 |                   | 26e 50m rugslag 16e 100m rugslag 11e 200m rugslag 9e 4x100 m wisselslag |                                                   |                                                                        | 6e 100m rugslag · 200m rugslag · 6e 4x50m wisselslag                  |
| 2010 |                   |                                                                         | 37e 50m rugslag 28e 100m rugslag 16e 200m rugslag | 24e 50m rugslag 10e 100m rugslag 14e 200m rugslag 4e 4x100m wisselslag | 28e 50m rugslag 10e 100m rugslag 7e 200m rugslag                      |

## Persoonlijke records
Bijgewerkt tot en met 13 december 2009

### Kortebaan
| Afstand      | Tijd    | Datum            | Plaats    |
| ------------ | ------- | ---------------- | --------- |
| 50m rugslag  | 27,57   | 12 december 2009 | Istanboel |
| 100m rugslag | 57,73   | 10 december 2009 | Istanboel |
| 200m rugslag | 2.03,50 | 13 december 2009 | Istanboel |

### Langebaan
| Afstand      | Tijd    | Datum        | Plaats |
| ------------ | ------- | ------------ | ------ |
| 50m rugslag  | 29,08   | 29 juli 2009 | Rome   |
| 100m rugslag | 1.00,67 | 27 juli 2009 | Rome   |
| 200m rugslag | 2.10,27 | 31 juli 2009 | Rome   |